# 9999
9999（九千九百九十九、九九九九、きゅうせんきゅうひゃくきゅじゅうきゅう）は、自然数また整数において、9998の次で10000の前の数である。

## 性質
- 9999は合成数であり、約数は 1, 3, 9, 11, 33, 99, 101, 303, 909, 1111, 3333, 9999 である。
  - 約数の和は15912。
- 199番目の回文数である。1つ前は9889、次は10001。
  - 9が4つ並ぶゾロ目である。1つ前は8888、次は11111。ただし4桁のゾロ目とみたとき最大である。(オンライン整数列大辞典の数列 A014181)
- 17番目の第一定義のカプレカ数である[1]。1つ前は7777、次は17344。

{\displaystyle 9999^{2}=99980001}
{\displaystyle 9998+0001=9999}
- 9999 は10進数において4桁の循環節を持つ循環小数を得る際に、除数として用いられる。例えば次のようなものである（下線部はそれぞれの循環節）。
  - 1/9999 = 0.0001 ...
  - 12/9999 = 0.0012 ...
  - 123/9999 = 0.0123 ...
  - 1234/9999 = 0.1234 ...
- 各位の和が36になる最小の数である。次は18999。
- 各位の平方和が324になる最小の数である。次は77899。(オンライン整数列大辞典の数列 A003132)
  - 各位の平方和が n になる最小の数である。1つ前の323は48999、次の325は19999。(オンライン整数列大辞典の数列 A055016)
- 1～110までの約数の和である。
  - {\displaystyle 9999={\sum _{k=1}^{110}\sigma (k)}} (ただし σ は約数関数)
- 9999 = 104 − 1
  - n = 10 のときの n4 − 1 の値とみたとき1つ前は6560、次は14640。(オンライン整数列大辞典の数列 A123865)
  - n = 4 のときの 10n − 1 の値とみたとき1つ前は999、次は99999。(オンライン整数列大辞典の数列 A002283)

## その他 9999 に関連すること
- 9999 は中国では縁起の良い数とされる。このような考えに基づき、建設された当時の紫禁城には 9999 室の部屋があった。イェール大学の人文学者である Valerie Hansen は著書 "Negotiating Daily Life in Traditional China: How Ordinary People Used Contracts, 600-1400"（「中国伝統の日常生活での談判：庶民の契約 600-1400」、イェール大学出版、1995）の中で、中国の墓にはしばしば 9999 枚の硬貨が副葬されており、これは冥銭に関連して、死者が地母神から自らの埋葬場所を購入するために必要であると信じられていたからである、と綴っている。
- 9999 はオマーンにおける緊急通報用電話番号である。
- 9999は、THE YELLOW MONKEYのアルバム。
- フォーナインズ (999.9)は、日本の眼鏡フレーム企業・ブランド。
- 『剣士を目指して入学したのに魔法適性9999なんですけど!?』は、日本のライトノベル。